# ريكوبا
ريكوبا (الاسم الحقيقي محمد الأمين العقربي) هو ناشط تونسي وعضو في رابطة حماية الثورة. تعرض للاعتداء من قبل مجهولين في ساحة برشلونة بالعاصمة من طرف محتجين على اغتيال شكري بلعيد.

## وصلات خارجية
- المدعو “ريكوبا” وأتباعه يحاولون إفساد مسيرة المنتدى الاجتماعي العالمي تونس الرقمية، 26 مارس 2013
- حساب ريكوبا في فيسبوك